# Флувоксамін
Флувоксамін (англ. Fluvoxamine, лат. Fluvoxaminum) — синтетичний лікарський засіб, що належить до групи селективних інгібіторів зворотного захоплення серотоніну. Флувоксамін застосовується перорально. Флувоксамін уперше синтезований у бельгійському підрозділі компанії «Solvay Pharmaceuticals» «Kali-Duphar» (яка пізніше стала частиною «Abbott Laboratories»), та застосовується у клінічній практиці з 1983 року.

## Фармакологічні властивості
Флувоксамін — лікарський засіб, що належить до групи селективних інгібіторів зворотного захоплення серотоніну. Механізм дії препарату полягає у вибірковому інгібуванні зворотнього нейронального захоплення серотоніну в синапсах центральної нервової системи, що спричинює накопичення нейромедіатора в синаптичній щілині, та подовженню його дії на постсинаптичні рецепторні ділянки. Це призводить до інгібування обігу серотоніну в організмі, подальшим наслідком чого є купування депресивних станів. Флувоксамін практично не діє на зворотне захоплення норадреналіну і дофаміну, та лише незначно впливає на α-адренорецептори, β-адренорецептори, м-холінорецептори, дофамінові, 5-НТ1, 5-HT2A, 5-НТ2, гістамінові Н1-рецептори. Препарат має стимулювальний вплив на сигма-1-рецептори, які задіяні у процесі нейропротекції та нейропластичності нейронів, та впливає на обмін мелатоніну. Препарат має також анксіолітичні властивості. Флувоксамін застосовується при депресіях різного походження, у тому числі при захворюваннях внутрішніх органів та дерматологічних захворюваннях. Флувоксамін може застосовуватися для лікування депресій як у дорослих, так і дітей. Препарат також може застосовуватися для лікування обсесивно-компульсивних розладів, а також при булімії. За даними частини клінічних досліджень флувоксамін асоціюється із нижчою кількістю побічних ефектів, ніж при застосуванні інших антидепресантів.

### Фармакокінетика
Флувоксамін добре, але повільно всмоктується після перорального застосування, біодоступність препарату становить лише 53 % у зв'язку з ефектом першого проходження флувоксаміну через печінку. Максимальна концентація флуовоксаміну в крові досягається протягом 4—8 годин після прийому препарату. Препарат добре (на 80 %) зв'язується з білками плазми крові. Флуовоксамін добре проникає через гематоенцефалічний бар'єр, через плацентарний бар'єр, та виділяється в грудне молоко. Метаболізується препарат у печінці з утворенням неактивних метаболітві. Виводиться флувоксамін з організму переважно із сечею у вигляді метаболітів. Період напіввиведення препарату становить 15—16 годин, при порушеннях функції печінки або нирок, а також у осіб похилого віку цей час може збільшуватися.

## Покази до застосування
Флувоксамін застосовують при депресіях різного походження та обсесивно-компульсивних розладах.

## Побічна дія
Флувоксамін позиціонується як препарат, при застосуванні якого спостерігається незначна кількість побічних ефектів, найчастішими з яких є сонливість, нудота, біль у животі, порушення еякуляції. Іншими побічними ефектами препарату є:
- Алергічні реакції — шкірний висип, свербіж шкіри, кропив'янка, набряк Квінке, фотодерматоз, еритема шкіри, підвищена пітливість, гарячка.
- З боку травної системи — діарея або запор, дисфагія, сухість у роті, погіршення апетиту, шлунково-кишкова кровотеча, порушення функції печінки.
- З боку нервової системи — підвищена тривожність, тремор, неспокій, запаморочення, порушення смаку, маніакальні та гіпоманіакальні стани, агресивність, порушення концентрації уваги, сплутаність свідомості, суїцидальне мислення, галюцинації, головний біль, запаморочення, серотоніновий синдром, погіршення зору, мідріаз, глаукома.
- З боку серцево-судинної системи — тахікардія або брадикардія, васкуліт, гіпотензія.
- З боку сечостатевої системи — часте сечовипускання, дизурія, затримка сечі, розлади сечовипускання, поліакурія, маткові кровотечі, порушення менструального циклу, гіперпролактинемія, галакторея.
- Інші побічні ефекти — синдром неадекватної секреції антидіуретичного гормону, болі в суглобах, підвищений ризик переломів кісток, гіпонатріємія.

## Протипокази
Флуовоксамін протипоказаний при підвищеній чутливості до препарату, одночасному лікуванні інгібіторами моноамінооксидази, рамелтеоном, тизанідином, лінезолідом, моклобемідом, у віці менш ніж 8 років. Препарат не рекомендований для застосування при вагітності та годуванні грудьми.

## Форми випуску
Флуовоксамін випускається у вигляді таблеток по 0,025; 0,05 і 0,1 г; желатинових капсул по 0,1 і 0,15 г.